# 阿尔·亨利
小阿尔伯特·J·亨利（英語：Albert J. Henry Jr.，1949年2月9日—），美国NBA联盟前职业篮球运动员。他在1970年的NBA选秀中第1轮第12顺位被费城76人选中。